# Đại dịch COVID-19 tại Tây Ban Nha
Vào ngày 24 tháng 2, sau khi dịch COVID-19 bùng phát ở Ý, Tây Ban Nha đã xác nhận nhiều ca nhiễm bệnh liên quan đến các hành đoàn người Ý, bắt đầu từ một dược sĩ đến từ Bologna đang tận hưởng kỳ nghỉ ở Tenerife. Tiếp đó,thêm nhiều ca COVID-19 đã được phát hiện tại Tenerife đều là những người đã từng tiếp xúc với vị dược sĩ này. Các ca nhiễm bệnh khác là những người đã từng đi du lịch Ý cũng được phát hiện trên lục địa Tây Ban Nha.
Tính đến  ngày 3 tháng 3 năm 2020, có đến 165 ca nhiễm được xác nhận, 2 ca phục hồi và 1 ca tử vong ở Tây Ban Nha. Chỉ có 3 Cộng đồng tự trị - Aragon, Galicia và Murcia - cùng với các thành phố tự trị của Ceuta và Melilla, chưa có ca nhiễm nào.
Tính đến 11 tháng Bảy, Tây Ban Nha có 253.908 ca nhiễm, 28.403 chết. Tâm dịch là các vùng / cộng đồng: Madrid 72.532 ca; Catalonia 68.888 ca; Castilla y León 19.787 ca; Castilla-La Mancha 18.343 ca; Basque 13.939 ca; Andalusia 13.386 ca;...
Tính đến hết ngày 13 tháng 4 năm 2024, Tây Ban Nha ghi nhận 13,914,811 trường hợp mắc COVID-19 và 121,760 trường hợp tử vong.

## Mốc thời gian
| COVID-19 tại Tây Ban Nha () Tử vong Hồi phục Đang điều trị 202020212022Thg 1Thg 2Thg 3Thg 4Thg 5Thg 6Thg 7Thg 8Thg 9Thg 10Thg 11Thg 12Thg 1Thg 2Thg 3Thg 4Thg 5Thg 6Thg 7Thg 8Thg 9Thg 10Thg 11Thg 12Thg 1Thg 2Thg 3Thg 4Thg 5Thg 615 ngày gần nhất15 ngày gần nhất | COVID-19 tại Tây Ban Nha () Tử vong Hồi phục Đang điều trị 202020212022Thg 1Thg 2Thg 3Thg 4Thg 5Thg 6Thg 7Thg 8Thg 9Thg 10Thg 11Thg 12Thg 1Thg 2Thg 3Thg 4Thg 5Thg 6Thg 7Thg 8Thg 9Thg 10Thg 11Thg 12Thg 1Thg 2Thg 3Thg 4Thg 5Thg 615 ngày gần nhất15 ngày gần nhất | COVID-19 tại Tây Ban Nha () Tử vong Hồi phục Đang điều trị 202020212022Thg 1Thg 2Thg 3Thg 4Thg 5Thg 6Thg 7Thg 8Thg 9Thg 10Thg 11Thg 12Thg 1Thg 2Thg 3Thg 4Thg 5Thg 6Thg 7Thg 8Thg 9Thg 10Thg 11Thg 12Thg 1Thg 2Thg 3Thg 4Thg 5Thg 615 ngày gần nhất15 ngày gần nhất | COVID-19 tại Tây Ban Nha () Tử vong Hồi phục Đang điều trị 202020212022Thg 1Thg 2Thg 3Thg 4Thg 5Thg 6Thg 7Thg 8Thg 9Thg 10Thg 11Thg 12Thg 1Thg 2Thg 3Thg 4Thg 5Thg 6Thg 7Thg 8Thg 9Thg 10Thg 11Thg 12Thg 1Thg 2Thg 3Thg 4Thg 5Thg 615 ngày gần nhất15 ngày gần nhất | COVID-19 tại Tây Ban Nha () Tử vong Hồi phục Đang điều trị 202020212022Thg 1Thg 2Thg 3Thg 4Thg 5Thg 6Thg 7Thg 8Thg 9Thg 10Thg 11Thg 12Thg 1Thg 2Thg 3Thg 4Thg 5Thg 6Thg 7Thg 8Thg 9Thg 10Thg 11Thg 12Thg 1Thg 2Thg 3Thg 4Thg 5Thg 615 ngày gần nhất15 ngày gần nhất |
| --- | --- | --- | --- | --- |
| Ngày | Ngày | | Ca nhiễm | Tử vong |
| 2020-01-31 | 2020-01-31 | | 1(n.a.) | |
| ⋮ | ⋮ | | 1(=) | |
| 2020-02-09 | 2020-02-09 | | 2(+100%) | |
| ⋮ | ⋮ | | 2(=) | |
| 2020-02-24 | 2020-02-24 | | 3(+50%) | |
| 2020-02-25 | 2020-02-25 | | 9(+200%) | |
| 2020-02-26 | 2020-02-26 | | 17(+89%) | |
| 2020-02-27 | 2020-02-27 | | 33(+94%) | |
| 2020-02-28 | 2020-02-28 | | 54(+64%) | |
| 2020-02-29 | 2020-02-29 | | 81(+50%) | |
| 2020-03-01 | 2020-03-01 | | 135(+67%) | |
| 2020-03-02 | 2020-03-02 | | 192(+42%) | |
| 2020-03-03 | 2020-03-03 | | 263(+37%) | |
| 2020-03-04 | 2020-03-04 | | 341(+30%) | |
| 2020-03-05 | 2020-03-05 | | 532(+56%) | |
| 2020-03-06 | 2020-03-06 | | 757(+42%) | |
| 2020-03-07 | 2020-03-07 | | 1,080(+43%) | |
| 2020-03-08 | 2020-03-08 | | 1,513(+40%) | 28(n.a.) |
| 2020-03-09 | 2020-03-09 | | 2,277(+50%) | 35(+25%) |
| 2020-03-10 | 2020-03-10 | | 3,258(+43%) | 48(+37%) |
| 2020-03-11 | 2020-03-11 | | 4,404(+35%) | 86(+79%) |
| 2020-03-12 | 2020-03-12 | | 5,876(+33%) | 123(+43%) |
| 2020-03-13 | 2020-03-13 | | 7,596(+29%) | 141(+15%) |
| 2020-03-14 | 2020-03-14 | | 9,722(+28%) | 292(+107%) |
| 2020-03-15 | 2020-03-15 | | 11,451(+18%) | 314(+7,5%) |
| 2020-03-16 | 2020-03-16 | | 13,939(+22%) | 496(+58%) |
| 2020-03-17 | 2020-03-17 | | 17,637(+27%) | 590(+19%) |
| 2020-03-18 | 2020-03-18 | | 21,677(+23%) | 765(+30%) |
| 2020-03-19 | 2020-03-19 | | 26,166(+21%) | 993(+30%) |
| 2020-03-20 | 2020-03-20 | | 31,680(+21%) | 1.326(+34%) |
| 2020-03-21 | 2020-03-21 | | 36,557(+15%) | 1.672(+26%) |
| 2020-03-22 | 2020-03-22 | | 41,182(+13%) | 2.136(+28%) |
| 2020-03-23 | 2020-03-23 | | 48,828(+19%) | 2.707(+27%) |
| 2020-03-24 | 2020-03-24 | | 57,382(+18%) | 3.303(+22%) |
| 2020-03-25 | 2020-03-25 | | 66,327(+16%) | 3.918(+19%) |
| 2020-03-26 | 2020-03-26 | | 75,486(+14%) | 4.663(+19%) |
| 2020-03-27 | 2020-03-27 | | 83,749(+11%) | 5.502(+18%) |
| 2020-03-28 | 2020-03-28 | | 90,159(+7.7%) | 6.217(+13%) |
| 2020-03-29 | 2020-03-29 | | 95,961(+6.4%) | 6.913(+11%) |
| 2020-03-30 | 2020-03-30 | | 104,107(+8.5%) | 7.733(+12%) |
| 2020-03-31 | 2020-03-31 | | 111,541(+7.1%) | 8.662(+12%) |
| 2020-04-01 | 2020-04-01 | | 119,096(+6.8%) | 9.539(+10%) |
| 2020-04-02 | 2020-04-02 | | 126,337(+6.1%) | 10.384(+8,9%) |
| 2020-04-03 | 2020-04-03 | | 133,017(+5.3%) | 11.164(+7,5%) |
| 2020-04-04 | 2020-04-04 | | 138,587(+4.2%) | 11.834(+6%) |
| 2020-04-05 | 2020-04-05 | | 142,237(+2.6%) | 12.462(+5,3%) |
| 2020-04-06 | 2020-04-06 | | 147,510(+3.7%) | 13.219(+6,1%) |
| 2020-04-07 | 2020-04-07 | | 153,082(+3.8%) | 13.976(+5,7%) |
| 2020-04-08 | 2020-04-08 | | 158,810(+3.7%) | 14.757(+5,6%) |
| 2020-04-09 | 2020-04-09 | | 163,416(+2.9%) | 15.399(+4,4%) |
| 2020-04-10 | 2020-04-10 | | 168,024(+2.8%) | 15.899(+3,2%) |
| 2020-04-11 | 2020-04-11 | | 171,981(+2.4%) | 16.505(+3,8%) |
| 2020-04-12 | 2020-04-12 | | 175,141(+1.8%) | 17.056(+3,3%) |
| 2020-04-13 | 2020-04-13 | | 178,348(+1.8%) | 17.591(+3,1%) |
| 2020-04-14 | 2020-04-14 | | 182,848(+2.5%) | 18.276(+3,9%) |
| 2020-04-15 | 2020-04-15 | | 186,606(+2.1%) | 18.893(+3,4%) |
| 2020-04-16 | 2020-04-16 | | 190,537(+2.1%) | 19.478(+3,1%) |
| 2020-04-17 | 2020-04-17 | | 194,470(+2.1%) | 20.043(+2,9%) |
| 2020-04-18 | 2020-04-18 | | 192,961(-0.8%) | 20.453(+2%) |
| 2020-04-19 | 2020-04-19 | | 195,179(+1.1%) | 20.852(+2%) |
| 2020-04-20 | 2020-04-20 | | 198,125(+1.5%) | 21.282(+2,1%) |
| 2020-04-21 | 2020-04-21 | | 200,441(+1.2%) | 21.717(+2%) |
| 2020-04-22 | 2020-04-22 | | 203,358(+1.5%) | 22.157(+2%) |
| 2020-04-23 | 2020-04-23 | | 205,461(+1.0%) | 22.524(+1,7%) |
| 2020-04-24 | 2020-04-24 | | 207,958(+1.2%) | 22.902(+1,7%) |
| 2020-04-25 | 2020-04-25 | | 209,604(+0.79%) | 23.190(+1,3%) |
| 2020-04-26 | 2020-04-26 | | 211,266(+0.79%) | 23.521(+1,4%) |
| 2020-04-27 | 2020-04-27 | | 212,779(+0.72%) | 23.822(+1,3%) |
| 2020-04-28 | 2020-04-28 | | 213,602(+0.39%) | 24.275(+1,9%) |
| 2020-04-29 | 2020-04-29 | | 214,835(+0.58%) | 24.543(+1,1%) |
| 2020-04-30 | 2020-04-30 | | 216,216(+0.64%) | 24.824(+1,1%) |
| 2020-05-01 | 2020-05-01 | | 217,452(+0.57%) | 25.100(+1,1%) |
| 2020-05-02 | 2020-05-02 | | 218,382(+0.43%) | 25.264(+0,65%) |
| 2020-05-03 | 2020-05-03 | | 218,845(+0.21%) | 25.428(+0,65%) |
| 2020-05-04 | 2020-05-04 | | 219,849(+0.46%) | 25.613(+0,73%) |
| 2020-05-05 | 2020-05-05 | | 220,693(+0.38%) | 25.857(+0,95%) |
| 2020-05-06 | 2020-05-06 | | 221,447(+0.34%) | 26.070(+0,82%) |
| 2020-05-07 | 2020-05-07 | | 222,857(+0.64%) | 26.299(+0,88%) |
| 2020-05-08 | 2020-05-08 | | 223,578(+0.32%) | 26.478(+0,68%) |
| 2020-05-09 | 2020-05-09 | | 224,390(+0.37%) | 26.621(+0,54%) |
| 2020-05-10 | 2020-05-10 | | 227,436(+1.4%) | 26.744(+0,46%) |
| 2020-05-11 | 2020-05-11 | | 228,030(+0.26%) | 26.920(+0,66%) |
| 2020-05-12 | 2020-05-12 | | 228,691(+0.29%) | 27.104(+0,68%) |
| 2020-05-13 | 2020-05-13 | | 229,540(+0.37%) | 27.321(+0,8%) |
| 2020-05-14 | 2020-05-14 | | 230,183(+0.28%) | 27.459(+0,51%) |
| 2020-05-15 | 2020-05-15 | | 230,698(+0.22%) | 27.563(+0,38%) |
| 2020-05-16 | 2020-05-16 | | 231,350(+0.28%) | 27.650(+0,32%) |
| 2020-05-17 | 2020-05-17 | | 231,606(+0.11%) | 27.709(+0,21%) |
| 2020-05-18 | 2020-05-18 | | 232,037(+0.19%) | 27.778(+0,25%) |
| 2020-05-19 | 2020-05-19 | | 232,555(+0.22%) | 27.888(+0,4%) |
| 2020-05-20 | 2020-05-20 | | 233,037(+0.21%) | 27.940(+0,19%) |
| 2020-05-21 | 2020-05-21 | | 234,824(+0.77%) | 28.628(+2,5%) |
| 2020-05-22 | | | | |
| 2020-05-23 | 2020-05-23 | | 235,290(+0.20%) | 28.678(n.a.) |
| 2020-05-24 | 2020-05-24 | | 235,772(+0.20%) | 28.752(+0,26%) |
| 2020-05-25 | 2020-05-25 | | 235,400(-0.16%) | 26.834(−6,7%) |
| 2020-05-26 | 2020-05-26 | | 236,259(+0.36%) | 27.117(+1,1%) |
| 2020-05-27 | 2020-05-27 | | 236,769(+0.22%) | 27.118(=) |
| 2020-05-28 | 2020-05-28 | | 237,906(+0.48%) | 27.119(=) |
| 2020-05-29 | 2020-05-29 | | 238,564(+0.28%) | 27.121(+0,01%) |
| 2020-05-30 | 2020-05-30 | | 239,228(+0.28%) | 27.125(+0,01%) |
| 2020-05-31 | 2020-05-31 | | 239,429(+0.08%) | 27.127(+0,01%) |
| 2020-06-01 | 2020-06-01 | | 239,638(+0.09%) | 27.127(=) |
| 2020-06-02 | 2020-06-02 | | 239,932(+0.12%) | 27.127(=) |
| 2020-06-03 | 2020-06-03 | | 240,326(+0.16%) | 27.128(=) |
| 2020-06-04 | 2020-06-04 | | 240,660(+0.14%) | 27.133(+0,02%) |
| 2020-06-05 | 2020-06-05 | | 240,978(+0.13%) | 28.130(+3,7%) |
| 2020-06-06 | 2020-06-06 | | 241,310(+0.14%) | 28.163(+0,12%) |
| 2020-06-07 | 2020-06-07 | | 241,550(+0.10%) | 28.178(+0,05%) |
| 2020-06-08 | 2020-06-08 | | 241,717(+0.07%) | 28.197(+0,07%) |
| 2020-06-09 | 2020-06-09 | | 241,966(+0.10%) | 28.209(+0,04%) |
| 2020-06-10 | 2020-06-10 | | 242,280(+0.13%) | 28.226(+0,06%) |
| 2020-06-11 | 2020-06-11 | | 242,707(+0.18%) | 28.236(+0,04%) |
| 2020-06-12 | 2020-06-12 | | 243,209(+0.21%) | 28.259(+0,08%) |
| 2020-06-13 | 2020-06-13 | | 243,605(+0.16%) | 28.275(+0,06%) |
| 2020-06-14 | 2020-06-14 | | 243,928(+0.13%) | 28.284(+0,03%) |
| 2020-06-15 | 2020-06-15 | | 244,109(+0.07%) | 28.291(+0,02%) |
| 2020-06-16 | 2020-06-16 | | 244,328(+0.09%) | 28.299(+0,03%) |
| 2020-06-17 | 2020-06-17 | | 244,683(+0.15%) | 28.306(+0,02%) |
| 2020-06-18 | 2020-06-18 | | 245,268(+0.24%) | 28.312(+0,02%) |
| 2020-06-19 | 2020-06-19 | | 245,575(+0.13%) | 28.315(+0,01%) |
| 2020-06-20 | 2020-06-20 | | 245,938(+0.15%) | 28.322(+0,02%) |
| 2020-06-21 | 2020-06-21 | | 246,272(+0.14%) | 28.323(=) |
| 2020-06-22 | 2020-06-22 | | 246,504(+0.09%) | 28.324(=) |
| 2020-06-23 | 2020-06-23 | | 246,752(+0.10%) | 28.325(=) |
| 2020-06-24 | 2020-06-24 | | 247,086(+0.14%) | 28.327(+0,01%) |
| 2020-06-25 | 2020-06-25 | | 247,486(+0.16%) | 28.330(+0,01%) |
| 2020-06-26 | 2020-06-26 | | 247,905(+0.17%) | 28.338(+0,03%) |
| 2020-06-27 | 2020-06-27 | | 248,469(+0.23%) | 28.341(+0,01%) |
| 2020-06-28 | 2020-06-28 | | 248,770(+0.12%) | 28.343(+0,01%) |
| 2020-06-29 | 2020-06-29 | | 248,970(+0.08%) | 28.346(+0,01%) |
| 2020-06-30 | 2020-06-30 | | 249,271(+0.12%) | 28.355(+0,03%) |
| 2020-07-01 | 2020-07-01 | | 249,659(+0.16%) | 28.363(+0,03%) |
| 2020-07-02 | 2020-07-02 | | 250,103(+0.18%) | 28.368(+0,02%) |
| 2020-07-03 | 2020-07-03 | | 250,545(+0.18%) | 28.385(+0,06%) |
| ⋮ | ⋮ | | 250,545(=) | 28.385(=) |
| 2020-07-06 | 2020-07-06 | | 251,789(+0.50%) | 28.388(+0,01%) |
| 2020-07-07 | 2020-07-07 | | 252,130(+0.14%) | 28.392(+0,01%) |
| 2020-07-08 | 2020-07-08 | | 252,513(+0.15%) | 28.396(+0,01%) |
| 2020-07-09 | 2020-07-09 | | 253,056(+0.22%) | 28.401(+0,02%) |
| 2020-07-10 | 2020-07-10 | | 253,908(+0.34%) | 28.403(+0,01%) |
| ⋮ | ⋮ | | 253,908(=) | 28.403(=) |
| 2020-07-13 | 2020-07-13 | | 255,953(+0.81%) | 28.406(+0,01%) |
| 2020-07-14 | 2020-07-14 | | 256,619(+0.26%) | 28.409(+0,01%) |
| 2020-07-15 | 2020-07-15 | | 257,494(+0.34%) | 28.413(+0,01%) |
| 2020-07-16 | 2020-07-16 | | 258,855(+0.53%) | 28.416(+0,01%) |
| 2020-07-17 | 2020-07-17 | | 260,255(+0.54%) | 28.420(+0,01%) |
| ⋮ | ⋮ | | 260,255(=) | 28.420(=) |
| 2020-07-20 | 2020-07-20 | | 264,836(+1.8%) | 28.422(+0,01%) |
| 2020-07-21 | 2020-07-21 | | 266,194(+0.51%) | 28.424(+0,01%) |
| 2020-07-22 | 2020-07-22 | | 267,551(+0.51%) | 28.426(+0,01%) |
| 2020-07-23 | 2020-07-23 | | 270,166(+0.98%) | 28.429(+0,01%) |
| 2020-07-24 | 2020-07-24 | | 272,421(+0.83%) | 28.432(+0,01%) |
| ⋮ | ⋮ | | 272,421(=) | 28.432(=) |
| 2020-07-27 | 2020-07-27 | | 278,782(+2.3%) | 28.434(+0,01%) |
| 2020-07-28 | 2020-07-28 | | 280,610(+0.66%) | 28.436(+0,01%) |
| 2020-07-29 | 2020-07-29 | | 282,641(+0.72%) | 28.441(+0,02%) |
| 2020-07-30 | 2020-07-30 | | 285,430(+0.99%) | 28.443(+0,01%) |
| 2020-07-31 | 2020-07-31 | | 288,522(+1.1%) | 28.445(+0,01%) |
| ⋮ | ⋮ | | 288,522(=) | 28.445(=) |
| 2020-08-03 | 2020-08-03 | | 297,054(+3.0%) | 28.472(+0,09%) |
| 2020-08-04 | 2020-08-04 | | 302,814(+1.9%) | 28.498(+0,09%) |
| 2020-08-05 | 2020-08-05 | | 305,767(+0.98%) | 28.499(=) |
| 2020-08-06 | 2020-08-06 | | 309,855(+1.3%) | 28.500(=) |
| 2020-08-07 | 2020-08-07 | | 314,362(+1.5%) | 28.503(+0,01%) |
| ⋮ | ⋮ | | 314,362(=) | 28.503(=) |
| 2020-08-10 | 2020-08-10 | | 322,980(+2.7%) | 28.576(+0,26%) |
| 2020-08-11 | 2020-08-11 | | 326,612(+1.1%) | 28.581(+0,02%) |
| 2020-08-12 | 2020-08-12 | | 329,784(+0.97%) | 28.579(−0,01%) |
| 2020-08-13 | 2020-08-13 | | 337,334(+2.3%) | 28.605(+0,09%) |
| 2020-08-14 | 2020-08-14 | | 342,813(+1.6%) | 28.617(+0,04%) |
| ⋮ | ⋮ | | 342,813(=) | 28.617(=) |
| 2020-08-17 | 2020-08-17 | | 359,082(+4.7%) | 28.646(+0,1%) |
| 2020-08-18 | 2020-08-18 | | 364,196(+1.4%) | 28.670(+0,08%) |
| 2020-08-19 | 2020-08-19 | | 370,867(+1.8%) | 28.797(+0,44%) |
| 2020-08-20 | 2020-08-20 | | 377,906(1.90%) | 28.813(+0,06%) |
| 2020-08-21 | 2020-08-21 | | 386,054(2.20%) | 28.838(+0,09%) |
| ⋮ | ⋮ | | 386,054(=) | 28.838(=) |
| 2020-08-24 | 2020-08-24 | | 405,436(5.00%) | 28.872(+0,12%) |
| 2020-08-25 | 2020-08-25 | | 412,553(1.80%) | 28.924(+0,18%) |
| 2020-08-26 | 2020-08-26 | | 419,849(1.80%) | 28.971(+0,16%) |
| 2020-08-27 | 2020-08-27 | | 429,507(2.30%) | 28.996(+0,09%) |
| 2020-08-28 | 2020-08-28 | | 439,286(2.30%) | 29.011(+0,05%) |
| ⋮ | ⋮ | | 439,286(=) | 29.011(=) |
| 2020-08-31 | 2020-08-31 | | 462,858(5.40%) | 29.094(+0,29%) |
| 2020-09-01 | 2020-09-01 | | 470,973(1.80%) | 29.152(+0,2%) |
| 2020-09-02 | 2020-09-02 | | 479,554(1.80%) | 29.194(+0,14%) |
| 2020-09-03 | 2020-09-03 | | 488,513(1.90%) | 29.234(+0,14%) |
| 2020-09-04 | 2020-09-04 | | 498,989(2.10%) | 29.418(+0,63%) |
| ⋮ | ⋮ | | 498,989(=) | 29.418(=) |
| 2020-09-07 | 2020-09-07 | | 525,549(5.30%) | 29.516(+0,33%) |
| 2020-09-08 | 2020-09-08 | | 534,513(1.70%) | 29.594(+0,26%) |
| 2020-09-09 | 2020-09-09 | | 543,379(1.70%) | 29.628(+0,11%) |
| 2020-09-10 | 2020-09-10 | | 554,143(2.00%) | 29.699(+0,24%) |
| 2020-09-11 | 2020-09-11 | | 566,326(2.20%) | 29.747(+0,16%) |
| ⋮ | ⋮ | | 566,326(=) | 29.747(=) |
| 2020-09-14 | 2020-09-14 | | 593,730(4.80%) | 29.848(+0,34%) |
| 2020-09-15 | 2020-09-15 | | 603,167(1.60%) | 30.004(+0,52%) |
| 2020-09-16 | 2020-09-16 | | 614,360(1.90%) | 30.243(+0,8%) |
| 2020-09-17 | 2020-09-17 | | 625,651(1.80%) | 30.405(+0,54%) |
| 2020-09-18 | 2020-09-18 | | 640,040(2.30%) | 30.495(+0,3%) |
| ⋮ | ⋮ | | 640,040(=) | 30.495(=) |
| 2020-09-21 | 2020-09-21 | | 671,468(4.90%) | 30.663(+0,55%) |
| 2020-09-22 | 2020-09-22 | | 682,267(1.60%) | 30.904(+0,79%) |
| 2020-09-23 | 2020-09-23 | | 693,556(1.70%) | 31.034(+0,42%) |
| 2020-09-24 | 2020-09-24 | | 704,209(1.50%) | 31.118(+0,27%) |
| 2020-09-25 | 2020-09-25 | | 716,481(1.70%) | 31.232(+0,37%) |
| ⋮ | ⋮ | | 716,481(=) | 31.232(=) |
| 2020-09-28 | 2020-09-28 | | 748,266(4.40%) | 31.411(+0,57%) |
| 2020-09-29 | 2020-09-29 | | 758,172(1.30%) | 31.614(+0,65%) |
| 2020-09-30 | 2020-09-30 | | 769,188(1.50%) | 31.791(+0,56%) |
| 2020-10-01 | 2020-10-01 | | 778,607(1.20%) | 31.973(+0,57%) |
| 2020-10-02 | 2020-10-02 | | 789,932(1.50%) | 32.086(+0,35%) |
| ⋮ | ⋮ | | 789,932(=) | 32.086(=) |
| 2020-10-05 | 2020-10-05 | | 813,412(3.00%) | 32.225(+0,43%) |
| 2020-10-06 | 2020-10-06 | | 825,410(1.50%) | 32.486(+0,81%) |
| 2020-10-07 | 2020-10-07 | | 835,901(1.30%) | 32.562(+0,23%) |
| 2020-10-08 | 2020-10-08 | | 848,324(1.50%) | 32.688(+0,39%) |
| 2020-10-09 | 2020-10-09 | | 861,112(1.50%) | 32.929(+0,74%) |
| ⋮ | ⋮ | | 861,112(=) | 32.929(=) |
| 2020-10-12 | 2020-10-12 | | 888,968(3.20%) | 33.124(+0,59%) |
| 2020-10-13 | 2020-10-13 | | 896,086(0.80%) | 33.204(+0,24%) |
| 2020-10-14 | 2020-10-14 | | 908,056(1.30%) | 33.413(+0,63%) |
| 2020-10-15 | 2020-10-15 | | 921,374(1.50%) | 33.553(+0,42%) |
| 2020-10-16 | 2020-10-16 | | 936,560(1.60%) | 33.775(+0,66%) |
| ⋮ | ⋮ | | 936,560(=) | 33.775(=) |
| 2020-10-19 | 2020-10-19 | | 974,449(4.00%) | 33.992(+0,64%) |
| 2020-10-20 | 2020-10-20 | | 988,322(1.40%) | 34.210(+0,64%) |
| 2020-10-21 | 2020-10-21 | | 1,005,295(1.70%) | 34.366(+0,46%) |
| 2020-10-22 | 2020-10-22 | | 1,026,281(2.10%) | 34.521(+0,45%) |
| 2020-10-23 | 2020-10-23 | | 1,046,132(1.90%) | 34.752(+0,67%) |
| ⋮ | ⋮ | | 1,046,132(=) | 34.752(=) |
| 2020-10-26 | 2020-10-26 | | 1,098,320(5.00%) | 35.031(+0,8%) |
| 2020-10-27 | 2020-10-27 | | 1,116,738(1.70%) | 35.298(+0,76%) |
| 2020-10-28 | 2020-10-28 | | 1,136,503(1.80%) | 35.466(+0,48%) |
| 2020-10-29 | 2020-10-29 | | 1,160,083(2.10%) | 35.639(+0,49%) |
| 2020-10-30 | 2020-10-30 | | 1,185,678(2.20%) | 35.878(+0,67%) |
| ⋮ | ⋮ | | 1,185,678(=) | 35.878(=) |
| 2020-11-02 | 2020-11-02 | | 1,240,697(4.60%) | 36.257(+1,1%) |
| 2020-11-03 | 2020-11-03 | | 1,259,336(1.50%) | 36.495(+0,66%) |
| 2020-11-04 | 2020-11-04 | | 1,284,408(2.00%) | 38.118(+4,4%) |
| 2020-11-05 | 2020-11-05 | | 1,306,316(1.70%) | 38.486(+0,97%) |
| 2020-11-06 | 2020-11-06 | | 1,328,832(1.70%) | 38.833(+0,9%) |
| ⋮ | ⋮ | | 1,328,832(=) | 38.833(=) |
| 2020-11-09 | 2020-11-09 | | 1,381,218(3.90%) | 39.345(+1,3%) |
| 2020-11-10 | 2020-11-10 | | 1,398,613(1.30%) | 39.756(+1%) |
| 2020-11-11 | 2020-11-11 | | 1,417,709(1.40%) | 40.105(+0,88%) |
| 2020-11-12 | 2020-11-12 | | 1,437,220(1.40%) | 40.461(+0,89%) |
| 2020-11-13 | 2020-11-13 | | 1,458,591(1.50%) | 40.769(+0,76%) |
| ⋮ | ⋮ | | 1,458,591(=) | 40.769(=) |
| 2020-11-16 | 2020-11-16 | | 1,496,864(2.60%) | 41.253(+1,2%) |
| 2020-11-17 | 2020-11-17 | | 1,510,023(0.88%) | 41.688(+1,1%) |
| 2020-11-18 | 2020-11-18 | | 1,525,341(1.00%) | 42.039(+0,84%) |
| 2020-11-19 | 2020-11-19 | | 1,541,574(1.10%) | 42.291(+0,6%) |
| 2020-11-20 | 2020-11-20 | | 1,556,730(1.00%) | 42.619(+0,78%) |
| ⋮ | ⋮ | | 1,556,730(=) | 42.619(=) |
| 2020-11-23 | 2020-11-23 | | 1,582,616(1.70%) | 43.131(+1,2%) |
| 2020-11-24 | 2020-11-24 | | 1,594,844(0.77%) | 43.668(+1,2%) |
| 2020-11-25 | 2020-11-25 | | 1,605,066(0.64%) | 44.037(+0,85%) |
| 2020-11-26 | 2020-11-26 | | 1,617,355(0.77%) | 44.374(+0,77%) |
| 2020-11-27 | 2020-11-27 | | 1,628,208(0.67%) | 44.668(+0,66%) |
| ⋮ | ⋮ | | 1,628,208(=) | 44.668(=) |
| 2020-11-30 | 2020-11-30 | | 1,648,187(1.20%) | 45.069(+0,9%) |
| 2020-12-01 | 2020-12-01 | | 1,656,444(0.50%) | 45.511(+0,98%) |
| 2020-12-02 | 2020-12-02 | | 1,665,775(0.56%) | 45.784(+0,6%) |
| 2020-12-03 | 2020-12-03 | | 1,675,902(0.61%) | 46.038(+0,55%) |
| 2020-12-04 | 2020-12-04 | | 1,684,647(0.52%) | 46.252(+0,46%) |
| ⋮ | ⋮ | | 1,684,647(=) | 46.252(=) |
| 2020-12-07 | 2020-12-07 | | 1,702,328(1.05%) | 46.646(+0,85%) |
| 2020-12-08 | 2020-12-08 | | 1,702,328 | 46.646(=) |
| 2020-12-09 | 2020-12-09 | | 1,712,101(0.57%) | 47.019(+0,8%) |
| 2020-12-10 | 2020-12-10 | | 1,720,056(0.46%) | 47.344(+0,69%) |
| 2020-12-11 | 2020-12-11 | | 1,730,575(0.61%) | 47.624(+0,59%) |
| ⋮ | ⋮ | | 1,730,575(=) | 47.624(=) |
| 2020-12-14 | 2020-12-14 | | 1,751,884(1.23%) | 48.013(+0,82%) |
| 2020-12-15 | 2020-12-15 | | 1,762,212(0.59%) | 48.401(+0,81%) |
| 2020-12-16 | 2020-12-16 | | 1,773,290(0.63%) | 48.596(+0,4%) |
| 2020-12-17 | 2020-12-17 | | 1,785,421(0.68%) | 48.777(+0,37%) |
| 2020-12-18 | 2020-12-18 | | 1,797,236(0.66%) | 48.926(+0,31%) |
| ⋮ | ⋮ | | 1,797,236(=) | 48.926(=) |
| 2020-12-21 | 2020-12-21 | | 1.819.249(+1,2%) | 49.260(+0,68%) |
| 2020-12-22 | 2020-12-22 | | 1.829.903(+0,59%) | 49.520(+0,53%) |
| 2020-12-23 | 2020-12-23 | | 1.842.289(+0,68%) | 49.698(+0,36%) |
| 2020-12-24 | 2020-12-24 | | 1.854.951(+0,69%) | 49.824(+0,25%) |
| ⋮ | ⋮ | | 1.854.951(=) | 49.824(=) |
| 2020-12-28 | 2020-12-28 | | 1.879.413(+1,3%) | 50.122(+0,6%) |
| ⋮ | ⋮ | | 1.879.413(=) | 50.122(=) |
| 2020-12-31 | 2020-12-31 | | 1.928.265(+2,6%) | 50.837(+1,4%) |
| ⋮ | ⋮ | | 1.928.265(=) | 50.837(=) |
| 2021-01-04 | 2021-01-04 | | 1.958.844(+1,6%) | 51.078(+0,47%) |
| 2021-01-05 | 2021-01-05 | | 1.988.150(+1,5%) | 51.317(+0,47%) |
| 2021-01-06 | 2021-01-06 | | 2.008.049(+1%) | 51.503(+0,36%) |
| 2021-01-07 | 2021-01-07 | | 2.035.700(+1,4%) | 51.735(+0,45%) |
| 2021-01-08 | 2021-01-08 | | 2.069.166(+1,6%) | 51.981(+0,48%) |
| 2021-01-09 | 2021-01-09 | | 2.095.880(+1,3%) | 52.205(+0,43%) |
| 2021-01-10 | 2021-01-10 | | 2.119.875(+1,1%) | 52.440(+0,45%) |
| 2021-01-11 | 2021-01-11 | | 2.155.454(+1,7%) | 52.733(+0,56%) |
| 2021-01-12 | 2021-01-12 | | 2.191.942(+1,7%) | 53.017(+0,54%) |
| 2021-01-13 | 2021-01-13 | | 2.227.613(+1,6%) | 53.313(+0,56%) |
| 2021-01-14 | 2021-01-14 | | 2.262.551(+1,6%) | 53.626(+0,59%) |
| 2021-01-15 | 2021-01-15 | | 2.301.847(+1,7%) | 54.014(+0,72%) |
| 2021-01-16 | 2021-01-16 | | 2.332.222(+1,3%) | 54.374(+0,67%) |
| 2021-01-17 | 2021-01-17 | | 2.357.455(+1,1%) | 54.732(+0,66%) |
| 2021-01-18 | 2021-01-18 | | 2.396.238(+1,6%) | 55.139(+0,74%) |
| 2021-01-19 | 2021-01-19 | | 2.435.187(+1,6%) | 55.619(+0,87%) |
| 2021-01-20 | 2021-01-20 | | 2.473.166(+1,6%) | 56.068(+0,81%) |
| 2021-01-21 | 2021-01-21 | | 2.507.366(+1,4%) | 56.550(+0,86%) |
| 2021-01-22 | 2021-01-22 | | 2.544.199(+1,5%) | 57.112(+0,99%) |
| 2021-01-23 | 2021-01-23 | | 2.571.856(+1,1%) | 57.559(+0,78%) |
| 2021-01-24 | 2021-01-24 | | 2.593.983(+0,86%) | 58.072(+0,89%) |
| 2021-01-25 | 2021-01-25 | | 2.626.254(+1,2%) | 58.595(+0,9%) |
| 2021-01-26 | 2021-01-26 | | 2.657.745(+1,2%) | 59.136(+0,92%) |
| 2021-01-27 | 2021-01-27 | | 2.687.174(+1,1%) | 59.723(+0,99%) |
| 2021-01-28 | 2021-01-28 | | 2.713.471(+0,98%) | 60.295(+0,96%) |
| 2021-01-29 | 2021-01-29 | | 2.739.070(+0,94%) | 60.818(+0,87%) |
| 2021-01-30 | 2021-01-30 | | 2.758.036(+0,69%) | 61.326(+0,84%) |
| 2021-01-31 | 2021-01-31 | | 2.771.943(+0,5%) | 61.809(+0,79%) |
| 2021-02-01 | 2021-02-01 | | 2.793.555(+0,78%) | 62.346(+0,87%) |
| 2021-02-02 | 2021-02-02 | | 2.814.237(+0,74%) | 62.835(+0,78%) |
| 2021-02-03 | 2021-02-03 | | 2.832.267(+0,64%) | 63.320(+0,77%) |
| 2021-02-04 | 2021-02-04 | | 2.848.101(+0,56%) | 63.780(+0,73%) |
| 2021-02-05 | 2021-02-05 | | 2.863.946(+0,56%) | 64.233(+0,71%) |
| 2021-02-06 | 2021-02-06 | | 2.875.036(+0,39%) | 64.641(+0,64%) |
| 2021-02-07 | 2021-02-07 | | 2.883.213(+0,28%) | 65.019(+0,58%) |
| 2021-02-08 | 2021-02-08 | | 2.895.629(+0,43%) | 65.426(+0,63%) |
| 2021-02-09 | 2021-02-09 | | 2.907.457(+0,41%) | 65.811(+0,59%) |
| 2021-02-10 | 2021-02-10 | | 2.917.984(+0,36%) | 66.216(+0,62%) |
| 2021-02-11 | 2021-02-11 | | 2.927.234(+0,32%) | 66.569(+0,53%) |
| 2021-02-12 | 2021-02-12 | | 2.936.819(+0,33%) | 66.903(+0,5%) |
| 2021-02-13 | 2021-02-13 | | 2.943.655(+0,23%) | 67.190(+0,43%) |
| 2021-02-14 | 2021-02-14 | | 2.949.248(+0,19%) | 67.430(+0,36%) |
| 2021-02-15 | 2021-02-15 | | 2.957.574(+0,28%) | 67.711(+0,42%) |
| 2021-02-16 | 2021-02-16 | | 2.965.678(+0,27%) | 68.001(+0,43%) |
| 2021-02-17 | 2021-02-17 | | 2.972.819(+0,24%) | 68.253(+0,37%) |
| 2021-02-18 | 2021-02-18 | | 2.979.352(+0,22%) | 68.495(+0,35%) |
| 2021-02-19 | 2021-02-19 | | 2.985.899(+0,22%) | 68.717(+0,32%) |
| 2021-02-20 | 2021-02-20 | | 2.991.059(+0,17%) | 68.896(+0,26%) |
| 2021-02-21 | 2021-02-21 | | 2.995.306(+0,14%) | 69.076(+0,26%) |
| 2021-02-22 | 2021-02-22 | | 3.001.759(+0,22%) | 69.298(+0,32%) |
| 2021-02-23 | 2021-02-23 | | 3.008.019(+0,21%) | 69.481(+0,26%) |
| 2021-02-24 | 2021-02-24 | | 3.013.549(+0,18%) | 69.690(+0,3%) |
| 2021-02-25 | 2021-02-25 | | 3.018.625(+0,17%) | 69.886(+0,28%) |
| 2021-02-26 | 2021-02-26 | | 3.024.095(+0,18%) | 70.060(+0,25%) |
| 2021-02-27 | 2021-02-27 | | 3.028.133(+0,13%) | 70.218(+0,23%) |
| 2021-02-28 | 2021-02-28 | | 3.031.823(+0,12%) | 70.365(+0,21%) |
| 2021-03-01 | 2021-03-01 | | 3.037.407(+0,18%) | 70.497(+0,19%) |
| 2021-03-02 | 2021-03-02 | | 3.042.644(+0,17%) | 70.650(+0,22%) |
| 2021-03-03 | 2021-03-03 | | 3.047.862(+0,17%) | 70.792(+0,2%) |
| 2021-03-04 | 2021-03-04 | | 3.052.540(+0,15%) | 70.928(+0,19%) |
| 2021-03-05 | 2021-03-05 | | 3.057.488(+0,16%) | 71.058(+0,18%) |
| 2021-03-06 | 2021-03-06 | | 3.061.416(+0,13%) | 71.180(+0,17%) |
| 2021-03-07 | 2021-03-07 | | 3.064.914(+0,11%) | 71.276(+0,13%) |
| 2021-03-08 | 2021-03-08 | | 3.070.070(+0,17%) | 71.392(+0,16%) |
| 2021-03-09 | 2021-03-09 | | 3.075.045(+0,16%) | 71.506(+0,16%) |
| 2021-03-10 | 2021-03-10 | | 3.080.000(+0,16%) | 71.607(+0,14%) |
| 2021-03-11 | 2021-03-11 | | 3.084.680(+0,15%) | 71.700(+0,13%) |
| 2021-03-12 | 2021-03-12 | | 3.089.774(+0,17%) | 71.801(+0,14%) |
| 2021-03-13 | 2021-03-13 | | 3.093.760(+0,13%) | 71.882(+0,11%) |
| 2021-03-14 | 2021-03-14 | | 3.097.377(+0,12%) | 71.960(+0,11%) |
| 2021-03-15 | 2021-03-15 | | 3.103.052(+0,18%) | 72.057(+0,13%) |
| 2021-03-16 | 2021-03-16 | | 3.108.476(+0,17%) | 72.166(+0,15%) |
| 2021-03-17 | 2021-03-17 | | 3.113.605(+0,17%) | 72.256(+0,12%) |
| 2021-03-18 | 2021-03-18 | | 3.119.007(+0,17%) | 72.324(+0,09%) |
| 2021-03-19 | 2021-03-19 | | 3.124.092(+0,16%) | 72.388(+0,09%) |
| 2021-03-20 | 2021-03-20 | | 3.128.673(+0,15%) | 72.454(+0,09%) |
| 2021-03-21 | 2021-03-21 | | 3.132.929(+0,14%) | 72.514(+0,08%) |
| 2021-03-22 | 2021-03-22 | | 3.139.673(+0,22%) | 72.584(+0,1%) |
| 2021-03-23 | 2021-03-23 | | 3.146.635(+0,22%) | 72.669(+0,12%) |
| 2021-03-24 | 2021-03-24 | | 3.152.893(+0,2%) | 72.723(+0,07%) |
| 2021-03-25 | 2021-03-25 | | 3.159.040(+0,19%) | 72.788(+0,09%) |
| 2021-03-26 | 2021-03-26 | | 3.165.832(+0,22%) | 72.870(+0,11%) |
| 2021-03-27 | 2021-03-27 | | 3.171.301(+0,17%) | 72.934(+0,09%) |
| 2021-03-28 | 2021-03-28 | | 3.176.355(+0,16%) | 73.003(+0,09%) |
| 2021-03-29 | 2021-03-29 | | 3.183.571(+0,23%) | 73.086(+0,11%) |
| 2021-03-30 | 2021-03-30 | | 3.190.683(+0,22%) | 73.170(+0,11%) |
| 2021-03-31 | 2021-03-31 | | 3.197.901(+0,23%) | 73.244(+0,1%) |
| 2021-04-01 | 2021-04-01 | | 3.204.878(+0,22%) | 73.313(+0,09%) |
| 2021-04-02 | 2021-04-02 | | 3.210.820(+0,19%) | 73.377(+0,09%) |
| 2021-04-03 | 2021-04-03 | | 3.217.725(+0,22%) | 73.451(+0,1%) |
| 2021-04-04 | 2021-04-04 | | 3.224.620(+0,21%) | 73.505(+0,07%) |
| 2021-04-05 | 2021-04-05 | | 3.233.512(+0,28%) | 73.576(+0,1%) |
| 2021-04-06 | 2021-04-06 | | 3.242.996(+0,29%) | 73.654(+0,11%) |
| 2021-04-07 | 2021-04-07 | | 3.251.947(+0,28%) | 73.746(+0,12%) |
| 2021-04-08 | 2021-04-08 | | 3.260.369(+0,26%) | 73.826(+0,11%) |
| 2021-04-09 | 2021-04-09 | | 3.269.082(+0,27%) | 73.904(+0,11%) |
| 2021-04-10 | 2021-04-10 | | 3.276.781(+0,24%) | 73.992(+0,12%) |
| 2021-04-11 | 2021-04-11 | | 3.283.100(+0,19%) | 74.044(+0,07%) |
| 2021-04-12 | 2021-04-12 | | 3.292.393(+0,28%) | 74.136(+0,12%) |
| 2021-04-13 | 2021-04-13 | | 3.301.448(+0,28%) | 74.211(+0,1%) |
| 2021-04-14 | 2021-04-14 | | 3.310.608(+0,28%) | 74.297(+0,12%) |
| 2021-04-15 | 2021-04-15 | | 3.318.991(+0,25%) | 74.368(+0,1%) |
| 2021-04-16 | 2021-04-16 | | 3.327.686(+0,26%) | 74.447(+0,11%) |
| 2021-04-17 | 2021-04-17 | | 3.334.728(+0,21%) | 74.522(+0,1%) |
| 2021-04-18 | 2021-04-18 | | 3.341.222(+0,19%) | 74.579(+0,08%) |
| 2021-04-19 | 2021-04-19 | | 3.350.195(+0,27%) | 74.657(+0,1%) |
| 2021-04-20 | 2021-04-20 | | 3.359.824(+0,29%) | 74.738(+0,11%) |
| 2021-04-21 | 2021-04-21 | | 3.368.170(+0,25%) | 74.802(+0,09%) |
| 2021-04-22 | 2021-04-22 | | 3.376.474(+0,25%) | 74.872(+0,09%) |
| 2021-04-23 | 2021-04-23 | | 3.384.738(+0,24%) | 74.947(+0,1%) |
| 2021-04-24 | 2021-04-24 | | 3.391.429(+0,2%) | 75.016(+0,09%) |
| 2021-04-25 | 2021-04-25 | | 3.397.203(+0,17%) | 75.074(+0,08%) |
| 2021-04-26 | 2021-04-26 | | 3.405.868(+0,26%) | 75.139(+0,09%) |
| 2021-04-27 | 2021-04-27 | | 3.414.210(+0,24%) | 75.203(+0,09%) |
| 2021-04-28 | 2021-04-28 | | 3.421.977(+0,23%) | 75.265(+0,08%) |
| 2021-04-29 | 2021-04-29 | | 3.428.953(+0,2%) | 75.322(+0,08%) |
| 2021-04-30 | 2021-04-30 | | 3.436.363(+0,22%) | 75.380(+0,08%) |
| 2021-05-01 | 2021-05-01 | | 3.441.793(+0,16%) | 75.432(+0,07%) |
| 2021-05-02 | 2021-05-02 | | 3.446.400(+0,13%) | 75.479(+0,06%) |
| 2021-05-03 | 2021-05-03 | | 3.453.009(+0,19%) | 75.549(+0,09%) |
| 2021-05-04 | 2021-05-04 | | 3.459.665(+0,19%) | 75.618(+0,09%) |
| 2021-05-05 | 2021-05-05 | | 3.466.465(+0,2%) | 75.680(+0,08%) |
| 2021-05-06 | 2021-05-06 | | 3.472.040(+0,16%) | 75.737(+0,08%) |
| 2021-05-07 | 2021-05-07 | | 3.478.004(+0,17%) | 75.803(+0,09%) |
| 2021-05-08 | 2021-05-08 | | 3.482.398(+0,13%) | 75.850(+0,06%) |
| 2021-05-09 | 2021-05-09 | | 3.486.256(+0,11%) | 75.896(+0,06%) |
| 2021-05-10 | 2021-05-10 | | 3.492.275(+0,17%) | 75.949(+0,07%) |
| 2021-05-11 | 2021-05-11 | | 3.497.408(+0,15%) | 75.995(+0,06%) |
| 2021-05-12 | 2021-05-12 | | 3.502.444(+0,14%) | 76.046(+0,07%) |
| 2021-05-13 | 2021-05-13 | | 3.507.385(+0,14%) | 76.096(+0,07%) |
| 2021-05-14 | 2021-05-14 | | 3.512.341(+0,14%) | 76.136(+0,05%) |
| 2021-05-15 | 2021-05-15 | | 3.516.369(+0,11%) | 76.173(+0,05%) |
| 2021-05-16 | 2021-05-16 | | 3.519.817(+0,1%) | 76.208(+0,05%) |
| 2021-05-17 | 2021-05-17 | | 3.525.327(+0,16%) | 76.244(+0,05%) |
| 2021-05-18 | 2021-05-18 | | 3.530.735(+0,15%) | 76.277(+0,04%) |
| 2021-05-19 | 2021-05-19 | | 3.535.346(+0,13%) | 76.323(+0,06%) |
| 2021-05-20 | 2021-05-20 | | 3.540.140(+0,14%) | 76.352(+0,04%) |
| 2021-05-21 | 2021-05-21 | | 3.544.944(+0,14%) | 76.390(+0,05%) |
| 2021-05-22 | 2021-05-22 | | 3.548.573(+0,1%) | 76.420(+0,04%) |
| 2021-05-23 | 2021-05-23 | | 3.551.820(+0,09%) | 76.450(+0,04%) |
| 2021-05-24 | 2021-05-24 | | 3.556.663(+0,14%) | 76.481(+0,04%) |
| 2021-05-25 | 2021-05-25 | | 3.561.508(+0,14%) | 76.504(+0,03%) |
| 2021-05-26 | 2021-05-26 | | 3.566.371(+0,14%) | 76.534(+0,04%) |
| 2021-05-27 | 2021-05-27 | | 3.570.630(+0,12%) | 76.549(+0,02%) |
| 2021-05-28 | 2021-05-28 | | 3.575.167(+0,13%) | 76.567(+0,02%) |
| 2021-05-29 | 2021-05-29 | | 3.578.684(+0,1%) | 76.584(+0,02%) |
| 2021-05-30 | 2021-05-30 | | 3.581.701(+0,08%) | 76.610(+0,03%) |
| 2021-05-31 | 2021-05-31 | | 3.586.216(+0,13%) | 76.645(+0,05%) |
| 2021-06-01 | 2021-06-01 | | 3.591.160(+0,14%) | 76.667(+0,03%) |
| 2021-06-02 | 2021-06-02 | | 3.595.669(+0,13%) | 76.699(+0,04%) |
| 2021-06-03 | 2021-06-03 | | 3.599.555(+0,11%) | 76.724(+0,03%) |
| 2021-06-04 | 2021-06-04 | | 3.603.462(+0,11%) | 76.751(+0,04%) |
| 2021-06-05 | 2021-06-05 | | 3.606.660(+0,09%) | 76.777(+0,03%) |
| 2021-06-06 | 2021-06-06 | | 3.609.416(+0,08%) | 76.802(+0,03%) |
| 2021-06-07 | 2021-06-07 | | 3.613.456(+0,11%) | 76.821(+0,02%) |
| 2021-06-08 | 2021-06-08 | | 3.617.054(+0,1%) | 76.846(+0,03%) |
| 2021-06-09 | 2021-06-09 | | 3.620.613(+0,1%) | 76.863(+0,02%) |
| 2021-06-10 | 2021-06-10 | | 3.624.068(+0,1%) | 76.885(+0,03%) |
| 2021-06-11 | 2021-06-11 | | 3.627.450(+0,09%) | 76.893(+0,01%) |
| 2021-06-12 | 2021-06-12 | | 3.630.133(+0,07%) | 76.909(+0,02%) |
| 2021-06-13 | 2021-06-13 | | 3.632.623(+0,07%) | 76.924(+0,02%) |
| 2021-06-14 | 2021-06-14 | | 3.636.435(+0,1%) | 76.936(+0,02%) |
| 2021-06-15 | 2021-06-15 | | 3.640.240(+0,1%) | 76.959(+0,03%) |
| 2021-06-16 | 2021-06-16 | | 3.643.872(+0,1%) | 76.979(+0,03%) |
| 2021-06-17 | 2021-06-17 | | 3.647.184(+0,09%) | 76.998(+0,02%) |
| 2021-06-18 | 2021-06-18 | | 3.650.851(+0,1%) | 77.010(+0,02%) |
| 2021-06-19 | 2021-06-19 | | 3.653.789(+0,08%) | 77.019(+0,01%) |
| 2021-06-20 | 2021-06-20 | | 3.656.682(+0,08%) | 77.034(+0,02%) |
| 2021-06-21 | 2021-06-21 | | 3.661.100(+0,12%) | 77.053(+0,02%) |
| 2021-06-22 | 2021-06-22 | | 3.665.707(+0,13%) | 77.067(+0,02%) |
| 2021-06-23 | 2021-06-23 | | 3.670.280(+0,12%) | 77.081(+0,02%) |
| 2021-06-24 | 2021-06-24 | | 3.674.341(+0,11%) | 77.091(+0,01%) |
| 2021-06-25 | 2021-06-25 | | 3.679.527(+0,14%) | 77.103(+0,02%) |
| 2021-06-26 | 2021-06-26 | | 3.685.401(+0,16%) | 77.115(+0,02%) |
| 2021-06-27 | 2021-06-27 | | 3.691.454(+0,16%) | 77.133(+0,02%) |
| 2021-06-28 | 2021-06-28 | | 3.701.802(+0,28%) | 77.145(+0,02%) |
| 2021-06-29 | 2021-06-29 | | 3.714.840(+0,35%) | 77.157(+0,02%) |
| 2021-06-30 | 2021-06-30 | | 3.727.758(+0,35%) | 77.168(+0,01%) |
| 2021-07-01 | 2021-07-01 | | 3.740.405(+0,34%) | 77.182(+0,02%) |
| 2021-07-02 | 2021-07-02 | | 3.754.033(+0,36%) | 77.185(=) |
| 2021-07-03 | 2021-07-03 | | 3.766.094(+0,32%) | 77.198(+0,02%) |
| 2021-07-04 | 2021-07-04 | | 3.777.718(+0,31%) | 77.205(+0,01%) |
| 2021-07-05 | 2021-07-05 | | 3.794.773(+0,45%) | 77.214(+0,01%) |
| 2021-07-06 | 2021-07-06 | | 3.814.711(+0,53%) | 77.223(+0,01%) |
| 2021-07-07 | 2021-07-07 | | 3.835.204(+0,54%) | 77.228(+0,01%) |
| 2021-07-08 | 2021-07-08 | | 3.854.288(+0,5%) | 77.229(=) |
| 2021-07-09 | 2021-07-09 | | 3.874.895(+0,53%) | 77.235(+0,01%) |
| 2021-07-10 | 2021-07-10 | | 3.890.710(+0,41%) | 77.245(+0,01%) |
| 2021-07-11 | 2021-07-11 | | 3.902.309(+0,3%) | 77.254(+0,01%) |
| 2021-07-12 | 2021-07-12 | | 3.919.641(+0,44%) | 77.259(+0,01%) |
| 2021-07-13 | 2021-07-13 | | 3.934.663(+0,38%) | 77.266(+0,01%) |
| 2021-07-14 | 2021-07-14 | | 3.943.219(+0,22%) | 77.275(+0,01%) |
| 2021-07-15 | 2021-07-15 | | 3.972.274(+0,74%) | 77.289(+0,02%) |
| 2021-07-16 | 2021-07-16 | | 4.001.631(+0,74%) | 77.318(+0,04%) |
| 2021-07-17 | 2021-07-17 | | 4.019.932(+0,46%) | 77.335(+0,02%) |
| 2021-07-18 | 2021-07-18 | | 4.034.258(+0,36%) | 77.348(+0,02%) |
| 2021-07-19 | 2021-07-19 | | 4.063.839(+0,73%) | 77.374(+0,03%) |
| 2021-07-20 | 2021-07-20 | | 4.095.425(+0,78%) | 77.411(+0,05%) |
| 2021-07-21 | 2021-07-21 | | 4.126.929(+0,77%) | 77.458(+0,06%) |
| 2021-07-22 | 2021-07-22 | | 4.157.710(+0,75%) | 77.493(+0,05%) |
| 2021-07-23 | 2021-07-23 | | 4.187.450(+0,72%) | 77.532(+0,05%) |
| 2021-07-24 | 2021-07-24 | | 4.205.381(+0,43%) | 77.597(+0,08%) |
| 2021-07-25 | 2021-07-25 | | 4.217.897(+0,3%) | 77.639(+0,05%) |
| 2021-07-26 | 2021-07-26 | | 4.243.274(+0,6%) | 77.689(+0,06%) |
| 2021-07-27 | 2021-07-27 | | 4.271.867(+0,67%) | 77.741(+0,07%) |
| 2021-07-28 | 2021-07-28 | | 4.298.553(+0,62%) | 77.798(+0,07%) |
| 2021-07-29 | 2021-07-29 | | 4.323.812(+0,59%) | 77.855(+0,07%) |
| 2021-07-30 | 2021-07-30 | | 4.349.295(+0,59%) | 77.928(+0,09%) |
| 2021-07-31 | 2021-07-31 | | 4.363.942(+0,34%) | 77.998(+0,09%) |
| 2021-08-01 | 2021-08-01 | | 4.373.421(+0,22%) | 78.057(+0,08%) |
| 2021-08-02 | 2021-08-02 | | 4.393.097(+0,45%) | 78.132(+0,1%) |
| 2021-08-03 | 2021-08-03 | | 4.414.362(+0,48%) | 78.204(+0,09%) |
| 2021-08-04 | 2021-08-04 | | 4.434.685(+0,46%) | 78.290(+0,11%) |
| 2021-08-05 | 2021-08-05 | | 4.454.075(+0,44%) | 78.362(+0,09%) |
| 2021-08-06 | 2021-08-06 | | 4.472.961(+0,42%) | 78.435(+0,09%) |
| 2021-08-07 | 2021-08-07 | | 4.483.821(+0,24%) | 78.492(+0,07%) |
| 2021-08-08 | 2021-08-08 | | 4.490.906(+0,16%) | 78.548(+0,07%) |
| 2021-08-09 | 2021-08-09 | | 4.505.775(+0,33%) | 78.628(+0,1%) |
| 2021-08-10 | 2021-08-10 | | 4.522.806(+0,38%) | 78.700(+0,09%) |
| 2021-08-11 | 2021-08-11 | | 4.538.353(+0,34%) | 78.783(+0,11%) |
| 2021-08-12 | 2021-08-12 | | 4.553.070(+0,32%) | 78.875(+0,12%) |
| 2021-08-13 | 2021-08-13 | | 4.566.677(+0,3%) | 78.957(+0,1%) |
| 2021-08-14 | 2021-08-14 | | 4.574.582(+0,17%) | 79.040(+0,11%) |
| 2021-08-15 | 2021-08-15 | | 4.580.035(+0,12%) | 79.132(+0,12%) |
| 2021-08-16 | 2021-08-16 | | 4.589.406(+0,2%) | 79.215(+0,1%) |
| 2021-08-17 | 2021-08-17 | | 4.601.212(+0,26%) | 79.297(+0,1%) |
| 2021-08-18 | 2021-08-18 | | 4.613.625(+0,27%) | 79.368(+0,09%) |
| 2021-08-19 | 2021-08-19 | | 4.625.202(+0,25%) | 79.434(+0,08%) |
| 2021-08-20 | 2021-08-20 | | 4.636.736(+0,25%) | 79.502(+0,09%) |
| 2021-08-21 | 2021-08-21 | | 4.643.091(+0,14%) | 79.559(+0,07%) |
| 2021-08-22 | 2021-08-22 | | 4.647.081(+0,09%) | 79.606(+0,06%) |
| 2021-08-23 | 2021-08-23 | | 4.656.561(+0,2%) | 79.658(+0,07%) |
| 2021-08-24 | 2021-08-24 | | 4.664.942(+0,18%) | 79.698(+0,05%) |
| 2021-08-25 | 2021-08-25 | | 4.669.254(+0,09%) | 79.717(+0,02%) |
| 2021-08-26 | 2021-08-26 | | 4.669.293(=) | 79.717(=) |
| ⋮ | | | | |
| 2022-05-27 | 2022-05-27 | | 12.326.264(n.a.) | 106.341(n.a.) |
| ⋮ | | | | |
| 2022-05-31 | 2022-05-31 | | 12.360.256(n.a.) | 106.493(n.a.) |
| ⋮ | | | | |
| 2022-06-03 | 2022-06-03 | | 12.403.245(n.a.) | 106.797(n.a.) |
| Nguồn: - ISCIII (cập nhật thường xuyên từ Bộ Y tế) - ISCIII.es (biểu đồ tóm tắt về các trường hợp và tử vong dựa trên một loạt các biến) Ghi chú: 1. 2. 3. 4. 5. 6. 7. 8.                                                                                           | | | | |

Vào ngày 31 tháng 1 năm 2020, Tây Ban Nha xác nhận ca nhiễm COVID-19 đầu tiên tại La Gomera, Quần đảo Canary. Một du khách người Đức đã có kết quả xét nghiệm dương tính và được đưa vào Bệnh viện Đại học Nuestra Señora de Candelaria.
Vào ngày 9 tháng 2, ca nhiễm thứ 2 đến từ một nam du khách người Anh ở Palma de Mallorca sau khi tiếp xúc với một người ở Pháp. Anh này sau đó đã dương tính với Virus Corona.
Vào ngày 24 tháng 2, sau khi dịch bùng phát ở Ý, một dược sĩ đến từ Lombardy, đi du lịch ở Tenerife có kết quả xét nghiệm dương tính tại Bệnh viện Đại học của Nuestra Señora de Candelaria ở Tây Ban Nha.
Vào ngày 25 tháng 2, bốn trường hợp mới liên quan đến số người nhiễm bệnh tại Ý đã được xác nhận tại Tây Ban Nha:
- Tại Quần đảo Canary, vợ của bác sĩ y khoa đến từ Lombardy đã nhiễm bệnh khi đang đi du lịch ở Tenerife.[3]
- Tại Catalonia, một người phụ nữ 36 tuổi người Ý sống tại Tây Ban Nha sau khi đến Bergamo và Milan trong khoảng thời gian từ ngày 12 đến 22 tháng 2 đã bị nhiễm bệnh ở Barcelona.[4][5]
- Sau khi trở về từ miền Bắc Italy, một người đàn ông 24 tuổi đã dương tính với căn bệnh và được chuyển vào Bệnh viện Carlos III.[9][10]
- Ở Valencian, một người đàn ông từ Villareal đã tới Milan được xác nhận nhiễm bệnh và được đưa vào Universitario De La Plana, Castellón.[11]

Vào ngày 26 tháng 2:
- Trường hợp nhiễm bệnh đầu tiên được báo cáo ở Andalucia đã được Sevilla xác nhận.[12]
- Tại quần đảo Canary, hai du khách người Ý đã dương tính với Virus. Họ đã được chuyển đến Bệnh viện Đại học Nuestra Señora de Candelaria và được cách ly.[13] Tại Barcelona, một người đàn ông 22 tuổi đã bị nhiễm bệnh sau khi đi Ý về.[14] Một ca nhiễm khác được phát hiện tại Bệnh viện Nuestra Señora de Guadalupe, San Sebastián de La Gomera.[15]
- Đã có những báo cáo về ca nhiễm thứ 2 tại Madrid.[16]

Vào ngày 27 tháng 2:
- Ở đảo Canary, một người phụ nữ 22 tuổi người Ý đến từ Tenerife đã đi du lịch Ý từ ngày 19 đến ngày 25 tháng 2 được chuyển đến bệnh viện.[17]
- Ở Castile và León, một sinh viên Erasmus người Ý 18 tuổi học tại Đại học IE, Segovia sau khi trở về từ Milan đã được chuyển vào Bệnh viện General de Segovia,[18][19] và một kỹ sư từ Iran, làm việc tại Valladolid.[20]
- Tại Valencian, một vận động viên thể thao 44 tuổi đến từ Valencia sau khi đến sân vận động San Siro của Milan vào ngày 19 tháng 2 để xem một trận bóng đá, đã dương tính với bệnh và được đưa vào Bệnh viện Clínico Universitario de València. Hai người khác sau khi tiếp xúc với anh này cũng được đưa vào bệnh viện. Hai người khác nữa sau khi xem cùng môt trận bóng đá ở Milan đã phải nhập viện.[21][22][23][24] Một người phụ nữ, đã nhập viện tại Bệnh viện de Sagunto, Valencia sau khi đến Milan. Một sinh viên người Ý đang học tập tại Valencia sau khi đi đến miền Bắc nước Ý đã được nhập viện tại Bệnh viện Đại học Bác sĩ Peset.

Vào ngày 28 tháng 2:
- Ở Andalusia, một du khách 28 tuổi ở Milan đã dương tính và được đưa vào Bệnh viện Mediterráneo.[25] Bốn bệnh nhân khác cũng bị nhiễm bệnh, tổng cộng có 6 người.[26]

Vào ngày 29 tháng 2:
- Ở Andalusia, hai ca nghi nhiễm đã dương tính ở Fuengirola, hai người đàn ông nghi nhiễm 59 và 62 tuổi cư trú tại tỉnh Málaga. Tổng cộng mười trường hợp.[27]
- Ca nhiễm đầu tiên ở Asturias được báo cáo.[28]
- Ca nhiễm đầu tiên ở Cantabria là một du khách sau khi đi du lịch Ý.[29]
- Thêm 2 trường hợp được xác nhận nhiễm bệnh ở Catalonia: một ở Girona và một ở Sant Cugat del Vallès.[30]
- Trường hợp đầu tiên ở Navarre đã được báo cáo.[31]

### Tháng Ba
Vào ngày 1 tháng 3:
- Ở Andalusia, hai bác sĩ trẻ bị nhiễm bệnh đã nâng các ca coronavirus của Andalusia lên thành 12 ca.[32]
- Ở xứ Basque, bốn ca nhiễm khác đã được báo cáo, ba ca nhiễm là do tiếp xúc với tỉnh Álava, ca ở Gipuzkoa là một chuyên gia chăm sóc sức khỏe không hề có tiền sử tiếp xúc nào.[33]
- Ở Castilla-La Mancha, trường hợp nhiễm bệnh đầu tiên đã được xác nhận, một người đàn ông 62 tuổi ở tỉnh Guadalajara.[34]
- Ở Castile và León, một trường hợp đã được báo cáo, một tài xế xe tải 62 tuổi đã tới Milan hai tuần trước và được coronavirus nhập viện tại Bệnh viện El Bierzo.[35]
- Extremadura đã thông báo 4 trường hợp đầu tiên, một người đàn ông 56 tuổi ở Coria, một người đàn ông 56 tuổi ở Cáceres và hai người đàn ông 58 tuổi và một người khác 19 tuổi ở Llerena-Zafra.[36]

Vào ngày 2 tháng 3:
- Ở xứ Basque, một nhân viên y tế khác đã được báo cáo bị nhiễm bệnh, tăng tổng số ca nhiễm lên 10 ca.[37]
- Ở Cantabria, 9 trường hợp mới sau khi đến Ý du lịch đã có kết quả dương tính, hiện ghi nhận tổng cộng 10 trường hợp.[38]
- Ở Castilla-La Mancha, hai người đàn ông 30 và 23 tuổi, cả hai trường hợp nhập khẩu, có mối liên hệ dịch tễ học với khu vực nguy cơ ở miền bắc Italy và đang được điều trị tại bệnh viện Almansa và Albacete.[39]
- Ở Castile và León, năm trường hợp mới trong một ngày làm tăng tám người bị ảnh hưởng bởi coronavirus trong khu vực.[40] Ba người ở Leon, trong đó một người là cảnh sát từ León, người đã nhận được một tuyên bố từ hai công dân Hàn Quốc với ho liên tục,[41] một sinh viên 19 tuổi của Đại học Salamanca,[42] và một người 52 tuổi người đàn ông đến từ La Rioja ở tỉnh Burgos.[43]
- Catalonia đã bổ sung thêm ba điểm tích cực vào danh sách: hai phụ nữ 20 và 16 tuổi sống ở Girona đã tới miền bắc Italy trong khoảng thời gian từ 14 đến 16 tháng 2. Trường hợp thứ ba là một người đàn ông 28 tuổi sống ở Barcelona, người đã tới Milan từ ngày 20 đến 23 tháng 2.[44]
- Hai tích cực mới ở Extremadura, hai cô gái 20 và 21 của Badajoz, tăng tổng số lên 6.[45]
- Các trường hợp dương tính với coronavirus tăng lên 29 ở Madrid, sau một báo cáo sai lầm đầu tiên đã nâng con số lên 32 trong một cuộc họp báo của giám đốc Trung tâm Điều phối Cảnh báo Y tế và Trường hợp khẩn cấp của Bộ Y tế, Fernando Simón.[46]
- Ở Navarre, một trường hợp thứ hai đã được báo cáo, một người đàn ông 34 tuổi, gia đình của người phụ nữ thừa nhận.[47]
- Ở La Rioja, trường hợp đầu tiên của coronavirus đã được xác nhận.[48]

Vào ngày 3 tháng 3:
- Một người nhiễm bệnh khác đã được báo cáo ở Málaga, Andalusia, với tổng số 13 trường hợp.[49]
- Ca nhiễm bệnh thứ hai ở Asturias.[50]
- Ở Quần đảo Balearic, một trường hợp nhiễm bệnh thứ ba đã được xác nhận.[51]
- Ở Basque Country có thêm 3 ca khác, hai người mới nhiễm ở Álava và người đầu tiên từ Bizkaia, tăng tổng số ca nhiễm lên 13, 10 ở Araba, 2 ở Gipuzkoa và 1 ở Bizkaia.[52]
- Ở Castilla-La Mancha đã có 4 trường hợp mới được báo cáo, tăng tổng số lên 7, hai ở tỉnh Guadalajara và hai trường hợp khác ở Toledo.[53]
- Một trường hợp mới ở Catalonia, một du khách 38 tuổi, từng ở Milan, nâng tổng số ca nhiễm là 18.[54]
- Ở Madrid, 27 trường hợp nhiễm coronavirus mới tăng lên tổng cộng 56, với năm trường hợp được chăm sóc đặc biệt.[55]
- Ở La Rioja, trường hợp thứ hai của coronavirus đã được xác nhận, một người đàn ông tiếp xúc với người là nhân viên y tế của Bệnh viện Txagorritxu (Vitoria-Gasteiz, Álava) được xác nhận là trường hợp đầu tiên trong cộng đồng.[56]
- Ở Valencian, số người nhiễm bệnh tăng lên 19 ca, với 4 ca mới.[57] Sau một cuộc điều tra pháp y, một người đàn ông đã bị nhiễm coronavirus tại Bệnh viện Arnau ở Vilanova đã chết vào ngày 13 tháng 2 tại Valencia.[58]

| Ca nhiễm | Thời gian                | Độ tuổi      | Giới tính | Quốc tịch      | Hospital admitted to                                                            | Source of Infection | Status      | Note | Source               |
| -------- | ------------------------ | ------------ | --------- | -------------- | ------------------------------------------------------------------------------- | ------------------- | ----------- | --- | -------------------- |
| 1        | 31/1/2020                | Trưởng thành | Nam       | Đ              | Hospital Nuestra Señora de Guadalupe, San Sebastián de La Gomera                | Germany             | Recovered   | First case in Spain. German tourist linked the local transmission in Bavaria. Out of hospital on 14 February. | [ 6 ] [ 59 ]         |
| 2        | ngày 9 tháng 2 năm 2020  | Adult        | Male      | United Kingdom | Hospital Universitario Son Espases, Palma de Mallorca                           | France              | Recovered   | British resident of Marratxí, linked with the third British case and the Savoie cluster. Out of hospital on 14 February. | [ 60 ] [ 61 ] [ 62 ] |
| 3        | ngày 24 tháng 2 năm 2020 | 69           | Male      | Italy          | Clínica Quirón Sur de Adeje, Santa Cruz de Tenerife                             | Italy               | In Hospital | A doctor from Lombardy who was vacationing in Tenerife was tested positive. | [ 63 ]               |
| 4        | ngày 25 tháng 2 năm 2020 | 36           | Female    | Italy          | Hospital Clínic, Barcelona                                                      | Italy               | In Hospital | Was in Northern Italy a few days before the case was confirmed and local resident in Barcelona. | [ 64 ]               |
| 5        | ngày 25 tháng 2 năm 2020 | Adult        | Female    | Italy          | University Hospital of the Nuestra Señora de Candelaria, Santa Cruz de Tenerife | Spain               | In Hospital | Wife of the third case, the Italian doctor. | [ 65 ] [ 66 ]        |
| 6        | ngày 25 tháng 2 năm 2020 | Adult        | Male      | Spain          | Hospital Universitario de La Plana, Vila-real                                   | Italy               | In Hospital | Resident of Borriana, who has recently been to the region of Milan. | [ 67 ] [ 68 ]        |
| 7        | ngày 25 tháng 2 năm 2020 | 24           | Male      | Unknown        | Hospital Carlos III, Madrid                                                     | Italy               | In Hospital | Has recently been to the north of Italy. | [ 69 ]               |
| 8        | ngày 26 tháng 2 năm 2020 | Adult        | Unknown   | Italy          | University Hospital of the Nuestra Señora de Candelaria, Santa Cruz de Tenerife | Spain               | In Hospital | Two Italian tourists who were staying at the same hotel that the infected couple had been in Adeje (cases 3 and 5). | [ 13 ]               |
| 9        | ngày 26 tháng 2 năm 2020 | Adult        | Unknown   | Italy          | University Hospital of the Nuestra Señora de Candelaria, Santa Cruz de Tenerife | Spain               | In Hospital | Two Italian tourists who were staying at the same hotel that the infected couple had been in Adeje (cases 3 and 5). | [ 13 ]               |
| 10       | ngày 26 tháng 2 năm 2020 | Adult        | Male      | Unknown        | Hospital Carlos III, Madrid                                                     | Italy               | In Hospital | Young man who travelled to northern Italy. | [ 70 ] [ 71 ]        |
| 11       | ngày 26 tháng 2 năm 2020 | 22           | Male      | Spain          | Hospital Clínic, Barcelona                                                      | Italy               | In Hospital | Resident of the Barcelona metropolitan area and who had recently been to Italy. | [ 72 ] [ 73 ]        |
| 12       | ngày 26 tháng 2 năm 2020 | 62           | Male      | Unknown        | Hospital Universitario Virgen del Rocío, Seville                                | Spain               | In Hospital | Did not travel to Italy, source of infection remains unknown. | [ 74 ] [ 75 ]        |
| 13       | ngày 26 tháng 2 năm 2020 | Adult        | Female    | Unknown        | Hospital Nuestra Señora de Guadalupe, San Sebastián de La Gomera                | Italy               | In Hospital | Travelled to Italy between February 4 and February 8. | [ 15 ]               |
| 14       | ngày 27 tháng 2 năm 2020 | 44           | Male      | Unknown        | Hospital Clínico Universitario de Valencia, Valencia                            | Italy               | In Hospital | A sportswriter who watched the game of 2019–20 UEFA Champions League Round of 16 (Valencia CF v. Atalanta B.C., 1st leg) at Milan's San Siro on ngày 19 tháng 2 năm 2020.                                                   | [ 2 ] [ 22 ]         |
| 15       | ngày 27 tháng 2 năm 2020 | 77           | Unknown   | Unknown        | Hospital de Torrejón, Madrid                                                    | Unknown             | In Hospital | Two new cases in Madrid, source of infection unknown. | [ 76 ]               |
| 16       | ngày 27 tháng 2 năm 2020 | 50           | Unknown   | Unknown        | Hospital de Torrejón, Madrid                                                    | Unknown             | In Hospital | Two new cases in Madrid, source of infection unknown. |                      |
| 17       | ngày 27 tháng 2 năm 2020 | 22           | Female    | Unknown        | Hospital Clínic, Barcelona                                                      | Italy               | In Hospital | Travelled to Italy from February 19 to February 25. | [ 17 ]               |
| 18       | ngày 27 tháng 2 năm 2020 | 28           | Male      | Iran           | Hospital Universitario Río Hortega, Valladolid                                  | Iran                | In Hospital | Engineer from Iran, working in Spain. | [ 77 ] [ 78 ]        |
| 19       | ngày 27 tháng 2 năm 2020 | 18           | Unknown   | Italy          | Complejo Asistencial Segoviano, Segovia                                         | Italy               | In Hospital | Student from Italy, currently studying in Segovia. | [ 79 ]               |
| 20       | ngày 27 tháng 2 năm 2020 | Adult        | Male      | Unknown        | Hospital General, Valencia                                                      | Spain               | In Hospital | Had contact with Case 14. | [ 24 ]               |
| 21       | ngày 27 tháng 2 năm 2020 | Adult        | Male      | Unknown        | Hospital General, Valencia                                                      | Spain               | In Hospital | Had contact with Case 14. |                      |
| 22       | ngày 27 tháng 2 năm 2020 | Adult        | Male      | Unknown        | Hospital Clínico Universitario de Valencia, Valencia                            | Italy               | In Hospital | Had contact with the sportswriter from case 14, who watched the game of 2019–20 UEFA Champions League Round of 16 (Valencia CF v. Atalanta B.C., 1st leg) at Milan's San Siro on February 19. They also travelled to Milan. |                      |
| 23       | ngày 27 tháng 2 năm 2020 | Adult        | Male      | Unknown        | Hospital Clínico Universitario de Valencia, Valencia                            | Italy               | In Hospital | Had contact with the sportswriter from case 14, who watched the game of 2019–20 UEFA Champions League Round of 16 (Valencia CF v. Atalanta B.C., 1st leg) at Milan's San Siro on February 19. They also travelled to Milan. |                      |
| 24       | ngày 27 tháng 2 năm 2020 | Adult        | Female    | Unknown        | Hospital de Sagunt, Valencia                                                    | Italy               | In Hospital | Travelled to Milan. |                      |
| 25       | ngày 27 tháng 2 năm 2020 | Adult        | Male      | Italy          | Hospital Doctor Peset, Valencia                                                 | Italy               | In Hospital | Student from Italy, currently studying in Valencia. |                      |
| 26       | ngày 28 tháng 2 năm 2020 | 28           | Male      | Italy          | Hospital Mediterráneo, Almería                                                  | Italy               | In hospital | Travelled to Milan | [ 80 ]               |

## Phản ứng trước dịch bệnh
Vào ngày 12 tháng 2 năm 2020, Đại hội Thế giới Di động đã bị hủy bỏ.
Vào ngày 24 tháng 2, sau khi phát hiện ra trường hợp COVID-19 liên quan đến một công dân Ý, Cung điện H10 Costa Adeje ở Tenerife đã đóng cửa.
Ngày 28 tháng Hai, sau khi phát hiện một trường hợp COVID-19 liên quan đến một báo thể thao Tây Ban Nha người đã đi đến Milan cho trò chơi của 2019-20 UEFA Champions League of Round 16 chống lại Atalanta BC, Valencia CF công bố việc đình chỉ của tất cả các sự kiện phi thể thao sự kiện trong nhà chẳng hạn như hội nghị tin tức.

## Lan sang các quốc gia và vùng lãnh thổ khác
Kể từ ngày 2 tháng 3 năm 2020, chỉ có một quốc gia xác nhận một trường hợp dường như có nguồn gốc từ Tây Ban Nha
 Ecuador 
Trong ngày 29 tháng 2 năm 2020, a woman who arrived in the country on 14 February from Spain tested positive for SARS-CoV-2 and has become the first case of coronavirus in her territory. Days later she felt discomfort and fever, so she was hospitalized and underwent different tests. The patient, 70 years old and with previous illnesses, is isolated and admitted “in intensive care”. According to Deputy Minister Julio López, his status is critical and his forecast is reserved.